# Церква Архістратига Михаїла (Комарно)
Церква Архістратига Михаїла — дерев'яна церква, побудована близько 1730 року в місті Комарно, пам'ятка архітектури національного значення. Знаходиться у східній частині Комарна, збоку від великого мурованої  церкви святого архістратига Михаїла 1910 р.

## Про стару дерев'яну церкву
Дерев'яна тризрубна церква розміром 16,5×7,2 м, накрита трьома шоломовими банями і гоньтом, збудована в 1754  р. Ця дата знаходиться на хрестовій бантині центральної бані і на думку вченого Осипа Пеленського відноситься до реставрації церкви, зокрема бань. Сама ж пам'ятка є старішою. При реставрації 1891 р. розбудовано в західному напрямку бабинець, реставровано баню, дах, направлено підлогу. В цьому ж році відреставрована дзвіниця. В 1920-х рр. Розібрано північну ризницю. Реставрація 1965—1967 рр. повернула церкві первісний вигляд. Поряд розташована сучасна церкві, а може й старіша, триярусна дзвіниця стовпової конструкції розміром 5,2×6,0 м. Дерев'яна дзвіниця розташована приблизно метрів 20 на захід від церкви. Колись у дзвіниці були три великі дзвони, але за австрійської влади австрійці переплавили їх на гармати. Люди дуже плакали за цими дзвонами, а за день перед їх зняттям дзвонили ними на прощання. Майже подібна історія сталась із дзвонами які були відлиті пізніше у 1931 р. у м. Львові братами Брилинськими. Усі люди Комарна давали на дзвони старі австрійські монети, а в кого їх не було то вносили грошовий внесок. І знову було вилито три дзвони яким було дано ім'я Михаїл, Володимир та Іван. Цього ж 1931 р. вони були освячені і на кожному дзвоні були написи: «Фундація Виділу Братства Святої Тройці в Комарно». Це братство займалося збором коштів і організацією вилиття та пошуком майстрів, щоб вилити дзвони. У 1943 німецькі війська забрали ці дзвони.
Стара дерев'яна церква до 1810 р. була в основному для людей які жили в передмісті Комарна та з боку Щирця. Коли стався велика пожежа у Комарно і згоріло багато будинків над р. Верещицею, також згоріла і парафіяльна церква св. апостолів Петра і Павла, яка стояла у центрі міста. Після пожежі у 1810 р. стара дерев'яна церква святого Архістратига Михаїла стає головною Парафіяльною церквою. В центрі міста церкви не було 39 років і тільки у 1849 році було побудовано нову церкву.
Зараз дерев'яна церква не діє. Площа біля церкви оточена крислатими липами від півночі до сходу.

## Мурована церква Архістратига Михаїла
У 1901 р. розпочалося будівництво мурованої церкви на місті старого цвинтаря біля дерев'яної церкви на передмістю по вулиці Щирецькій. Старий цвинтар був перенесений ще у 1866 р. на передмістя із північної сторони Комарна, яке називається Лип'я і там діє до сьогодні. Отже на території старого старого цвинтаря поховань на той час не було, але якщо якісь останки і залишились, то їх зібрано і поховано під мурованою церквою. На території церкви залишились окремі надгробні пам'ятники, які не були перенесені на новий цвинтар по невідомих причинах: отця Іллі Ціпановського; пам'ятник з 50-ти літнього ювілею скасування панщини 1848—1898 рр; надгробний пам'ятник Семеона Чудо, пом. 1854 р.; пам'ятник Андрія Коновалець, пом. 1856 р.; пам'ятник Григорія Коновальця пом. 1857; пам'ятник Івана і Анастасії Каламін пом. 1855 р.; пам'ятник із написом пол. Michael Iny, пом. 1839 р. Всі ці пам'ятники свідчать про давнину. На них вкарбовані написи, де говориться чий це надгробний пам'ятник, а ті що були поховані там просять за них молитися. Тепер всі ці пам'ятники відновлені коштами парафіян церкви святого Архістратига Михаїла.

## Перелік усіх священиків парафії міста Комарне
1. Священник Миколай Дрималик (нар. 1749 р. — пом. 1831 р.), на парафію був поставлений єпископом Максиміліаном у 1781 р. Отець Миколай дав частину свого городу для церкви.
2. Священник Ілля Ціпановський (нар. 1819 р. — пом. 1863 р.), на парафію поставлений у 1841. Отець Ілля перший почав говорити проповіді українською (тоді руською) мовою. Він похований біля церкви святого Архістратига Михаїла.
3. Священник Йосиф Лаврінський (нар. 1807 р. — пом. 1891 р.), похоронений на цвинтарі на Лип'ю.
4. Священник Василій Метик  (нар.? — пом. 1891 р.), служив у Комарні з 1892—1898
5. Священник Василій Лаврецький був парохм Комарна, а потім став парохом у Крехові біля Жовкви.
6. Священик Іван Петрик (нар. 1846 р. — пом. 1907 р.), служив у Комарні з 1899 р. Є батьком отця Володимира Петрика, який будував церкву святого Архістратига Михаїла. Похований в Комарно на цвинтарі.
7. Священник Володимир Петрик (нар. 1876 р. — пом. 1931 р.) був співпрацівником у Комано біля свого батька, потім пархом у с. Бабино що на Самбірщині. Похований у Комарно на цвинтарі.
8. Священник Григорій Кліш (нар. 1863 р. — пом. 1948 р.), у Комарні з 1907 р. У 1920 р. за отця Григорія був поставлений іконостас. Похований в Комарно на цвинтарі.
9. Священник Теодор Хомко (нар. 1898 р. — пом. 1970 р.) у Комарні з 1951 р. до 1970 р. У 1957 р. за отця Теодора була розмальована церква. Похований у Комарно на цвинтарі.
10. Священник Володимир Миндюк (нар. 1906 р. — помер у 1971 р. біля престолу у церкві на свято Йордану
11. Священник Володимир Коляда був парохом у 1978—1980 рр.